# Grenze zwischen Irland und dem Vereinigten Königreich

Karte mit der inneririschen Grenze

Im nördlichen Teil der Insel Irland verläuft die innerirische Grenze

Die Grenze zwischen Irland und dem Vereinigten Königreich (auch (inner-)irische Grenze, englisch The Irish border, oder – auf der Insel selbst – schlicht „Die Grenze“, The border genannt) ist die internationale Grenze im Nordosten der Insel Irland, die Nordirland, also den irischen Teil des Vereinigten Königreichs, vom Rest der Insel, der Republik Irland, trennt. Sie erstreckt sich über knapp 500 Kilometer vom Lough Foyle im Norden bis zum Carlingford Lough im Osten an der Irischen See. Sie ist die einzige Landgrenze zwischen den beiden Staaten.

## Geschichte
Da beide Teile Irlands seit 1923 zur Common Travel Area ‚einheitliches Reisegebiet‘ gehören, gibt es in der Regel keine Grenzkontrollen, obwohl sowohl das Vereinigte Königreich als auch die Republik Irland berechtigt sind, solche durchzuführen, was bei bestimmten Gelegenheiten auch geschieht. Die Grenze wurde 1920 vom britischen Parlament im Rahmen des Government of Ireland Act geschaffen, worin Irland ohne Nordirland in eine begrenzte Unabhängigkeit entlassen wurde. Sechs der zweiunddreißig Grafschaften der Insel blieben mit dem Namen Northern Ireland unter britischer Kontrolle, während die übrigen sechsundzwanzig unabhängig wurden. 1921 wurde der Anglo-Irische Vertrag unterzeichnet. Die Hoffnung nordirischer Katholiken, die vertraglich vereinbarte Grenzkommission könnte die Gebietszuordnung abhängig von Wünschen aus der Bevölkerung verändern, erfüllten sich nicht. Der an den Grafschaften orientierte Verlauf wurde in einem Grenzabkommen bestätigt, das die Teilung besiegelte. Die Grenze war ursprünglich gedacht als eine interne administrative Aufteilung innerhalb des Britischen Empire zwischen dem Königreich von Großbritannien und Nordirland und dem Dominion Irland, wurde aber zunehmend zu einer internationalen Grenze: Mit der im Dezember 1937 in Kraft getretenen Verfassung wurde aus dem Freistaat Irland der unabhängige Staat Éire, 1949 änderte der Republic of Ireland Act die Staatsform zur Republik und Irland verließ das Commonwealth.
Mit der Eskalation des Konflikts in Nordirland zu Beginn der 1970er Jahre bemühten sich die Britische Armee und die Nordirischen Sicherheitskräfte, das Überqueren der Grenze mit Fahrzeugen nur noch an überwachten Übergängen zu ermöglichen. Zahlreiche kleine Übergänge wurden unpassierbar gemacht, an den verbleibenden wurden militärische Kontrollposten errichtet. Infolge des Karfreitagsabkommens von 1998 wurden in den darauf folgenden Jahren alle Kontrollpunkte und  Barrieren entlang der Grenze entfernt.

## Gegenwart

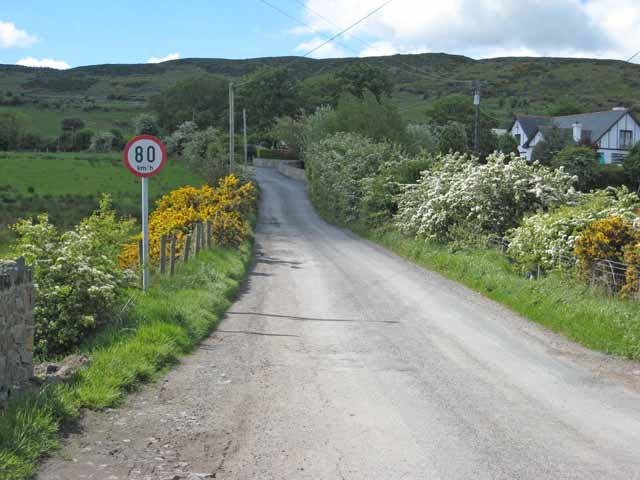
Heutige offene Grenze an der Killeen School Road zwischen Newry und Dundalk mit dem Grenzverlauf am Verkehrsschild (Foto von 2007)

Im Rahmen der Brexit-Verhandlungen erwies sich zwischen 2016 und 2019 die künftige Gestaltung der Grenze zwischen der Republik Irland und Nordirland als eines der Kernprobleme nach dem erwarteten Austritt des Vereinigten Königreichs aus der Europäischen Union (EU), der 2017 rechtlich wirksam in die Wege geleitet und am 31. Januar 2020 vollzogen wurde. Die EU und das Vereinigte Königreich stellten im Rahmen der Austrittsverhandlungen gemeinsam fest, dass die Grenze der Republik Irland zu Nordirland eine Grenze ohne sichtbare generelle Kontrollen bleiben soll. Hierzu wurde im Vertragsentwurf des Austritts die sogenannte „Backstop-Klausel“ hinterlegt. Da an einer Außengrenze der Europäischen Union zwingend generelle Warenkontrollen stattfinden müssen, sieht der Backstop vor, dass das Vereinigte Königreich nach seinem Austritt zunächst in der Europäischen Zollunion verbleibt, was bei Brexit-Befürwortern im britischen Unterhaus im Dezember 2018 auf erheblichen Widerstand stieß. Am 17. Oktober 2019 wurde ein verändertes Brexit-Abkommen vorgestellt, welches den Backstop nicht mehr enthielt. An dessen Stelle trat eine nur für Nordirland gültige Regelung, das Protokoll zu Nordirland.